# 대한장애인럭비협회
대한장애인럭비협회(大韓障礙人럭비協會, Korea Wheelchair Rugby Association, KWRA)는 대한민국의 장애인 럭비를 관할하는 스포츠 행정 기구이다.

## 참고 문헌
- 《2020 체육백서》. 대한민국 문화체육관광부. 2022.

## 같이 보기
- 대한럭비협회
- 대한민국의 장애인 럭비 리그 시스템